# Курув (гміна)
Гміна Курув (пол. Gmina Kurów) — місько-сільська гміна у східній Польщі. Належить до Пулавського повіту Люблінського воєводства. Адміністративний центр — місто Курів.
Станом на 31 грудня 2011 у гміні проживало 7827 осіб.

## Площа
Згідно з даними за 2007 рік площа гміни становила 101.30 км², у тому числі:
- орні землі: 74.00%
- ліси: 18.00%

Таким чином, площа гміни становить 10.86% площі повіту.

## Населення
Станом на 31 грудня 2011:
| Опис     | Загалом | Загалом | Чоловіки | Чоловіки | Жінки | Жінки |
| -------- | ------- | ------- | -------- | -------- | ----- | ----- |
| одиниця  | осіб    | %       | осіб     | %        | осіб  | %     |
| все      | 7827    | 100     | 3883     | 49.61    | 3944  | 50.39 |
| міське   | 0       | 100     | 0        |          | 0     |       |
| сільське | 7827    | 100     | 3883     | 49.61    | 3944  | 50.39 |

## Сусідні гміни
Гміна Курув межує з такими гмінами: Абрамув, Вонвольниця, Жижин, Конськоволя, Маркушув, Наленчув.